# Chilo polychrysus
Sâu đục thân năm vạch đầu đen (Danh pháp khoa học: Chilo polychrysus) là một loài côn trùng trong họ Pyralidae thuộc Lepidoptera. Đây là một loài côn trùng gây hại ở lúa.

## Đặc điểm
Ngài đực trưởng thành có đầu ngực màu nâu vàng có điểm màu nâu tối; bụng màu nâu xám; râu hình răng cưa; cánh trước màu vàng nâu có phẩy màu nâu đậm, giữa cánh có 4 đốm nâu thẫm óng ánh và trên các đốm có pha các vảy óng ánh bạc và vàng kim;
Phía trong và ngoài buồng giữa cánh có một số phiến vảy nâu ánh kim, cùng với đường vân ngoài của cánh có một vệt đai rộng màu nâu, ở đường vân phụ ngoài có dãy chấm đen, nâu đậm, ở vị trí đường mép ngoài cánh có 7 chấm đen. Cánh sau màu nâu vàng nhạt, lông viền cánh màu bạch trắng.
Ngài cái có thân dài hơn ngài đực, râu đầu dạng sợi chỉ màu tro và màu nâu xám xen kẽ nhau; cánh trước màu vàng, có đốm nhỏ giữa cánh bé hơn so ngài đực và màu cánh nhạt hơn, các đặc điểm khác không rõ bằng ngài đực; cánh sau tương tự ngài đực.

## Sinh sản
Chúng đẻ trứng hình bầu dục dẹt, mới đẻ màu trắng, sau chuyển màu vàng nhạt, vàng tro; trước lúa nở 1-2 ngày thể hiện rõ điểm đen. Trứng đẻ thành từng ổ theo dạng vẩy cá, thường từ 1-3 hàng, nhiều nhất 5 hàng trên mặt lá. Sâu non đẫy sức có đầu màu đỏ đậm tối hoặc đen; mặt bụng của ngực trắng mờ xen lẫn vàng nhạt hoặc nâu nhạt; mảnh lưng ngực trước nâu đen, lưng có 5 vạch dọc. Bình thường sâu non có 5 tuổi, cá biệt có 7 tuổi. Nhộng cái dài hơn nhộng đực. Nhộng mới hóa có màu vàng, mặt lưng có 5 vạch dọc màu nâu gụ. Lỗ thở của bụng hơi lồi, gần mép trước của mặt lưng đốt bụng thứ 5-7 có dẫy chấm nổi, cuối bùng phía lưng có 4 gai xếp thành vòng cung, phía bụng có 2 gai, các gai đều ngắn, thẳng và không có lông.

## Gây hại
Sâu non xâm nhập vào bẹ lá vào thân cắt đứt đường vận chuyển dinh dưỡng làm héo đỉnh sinh trưởng, làm chế cây ở giai đoạn lúa non hoặc bông bạc, ảnh hưởng trực tiếp đến năng suất lúa. Nhộng làm ổ bên trong thân lúa và bướm vũ hóa từ đấy. Sâu đục thân 5 vạch đầu đen phát sinh gây hại nặng ở vụ lúa xuân sớm.